# SSHFS

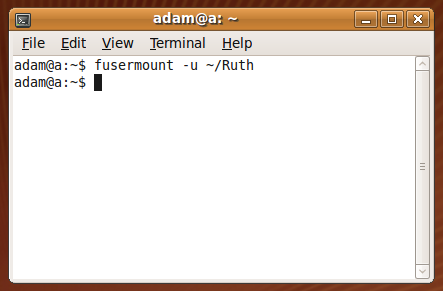
取消挂载（卸载）一个SSHFS网络

SSHFS（SSH Filesystem）是一种通过普通ssh连接来挂载和与远程服务器或工作站上的目录和文件交互的文件系统客户端。该种客户端通过SSH文件传输协议（SFTP）与远程文件系统交互，这是一种通过任何可靠数据流提供文件访问、文件传输和文件管理功能的网络协议，它在设计上是Secure Shell（SSH）协议2.0版的一个扩展。
当前使用FUSE的SSHFS实现是早期版本的一个重写。该重写由Miklos Szeredi完成，他也编写FUSE。

## 功能
SFTP能提供安全的文件传输和安全的远程文件系统。虽然SFTP客户端可以传输文件和目录，但使用SFTP的相关文件系统可能不会单独在本地挂载。在使用SSHFS时，远程文件系统可能以与其他卷（诸如CD、DVD、USB驱动器、共享磁盘）相同的方式处理请求。
在sshfs中使用Unix命令ls有时不能正确列出文件的所有者，尽管可以手动映射它们。
有多个用户的分布式远程文件系统较常使用诸如苹果归档协议（AFP）、网络文件系统（NFS）和伺服器訊息區塊（SMB）。SSHFS是这些协议的备选方案，仅适合用于用户确信文件和目录不会同时在被另一个用户写入。
SSHFS在与其他网络文件系统协议相比时的优点是，由于用户已具有对主机的SSH访问，它不需要任何额外的配置工作，也不需要在防火墙中打开额外的传入端口。